# 张申府

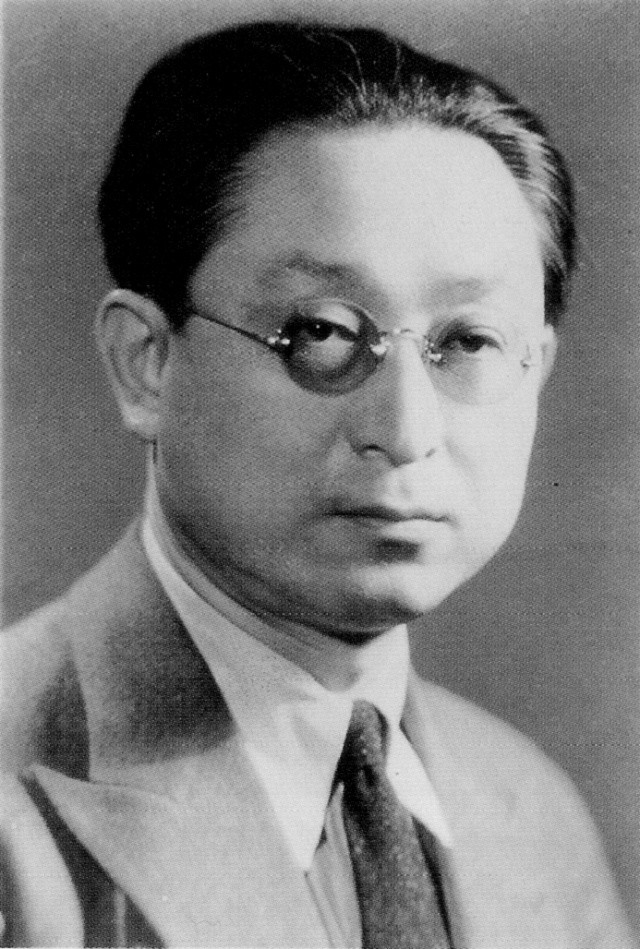
张申府

张申府（1893年6月15日—1986年6月20日），原名张崧年，字申甫，男，直隶献县人，中国哲学家，中国共产党创始人之一。

## 生平
早年在獻縣讀私塾，1907年被父親送進北京的小學唸書。1909年入读北平顺天高等学堂中学班，1911年，辛亥革命時曾在天津《民國報》上刊登《零金碎玉》等文宣傳革命，革命後，學校停課就返回家鄉結婚。1912年夏转入北京高等师范学校附属中学，1913年考入北京大学预科。1914年考入北京大学文科哲学系，后转入理科数学系。1917年畢業後留校任助教，後任講師。
1917年至1920年，张申府在北京大学任教时兼北大图书馆编目股股长，主持图书编目工作。1918年11月，毛泽东在北大图书馆担任助理员，张申府和毛泽东在这里相识。
1919年，五四運動時期，和陈独秀、李大钊創辦《每周评论》，參加新潮社，同時也擔任過《新青年》的編委。1920年春，共产国际的代表维经斯基到北京来，经过北大俄籍教员柏烈伟的介绍認識了李大釗和張申府，又由李大钊介绍認識了陈独秀。9月中旬，張申府因罗素来华讲学去上海迎接，在上海時住在陈独秀家就筹组党组织事宜多次交换意见。10月，回京后和李大钊成立了北京共产主义小组，后来发展了张国焘加入，张也是北京共产主义小组的第三个成员。1920年12月，和蔡元培、陈大齐、刘清扬、郑毓秀几个人同船赴法，在里昂中法大学教邏輯學，后在巴黎和女友刘清扬一同介绍周恩来加入中国共产党，同趙世炎，陳公培一起在巴黎成立了共產黨小組。1921年9月，爆發了里昂大學事件，張為此聯繫吳稚暉協調未果便離開了中法大學。1922年2月，與劉，周二人轉至德國，建立柏林小組。在德國時常去哥廷根遊學1923年2月30日比揚古會議上陳延年和尹寬指責張干預少年共產黨的工作故將他開除出黨。少年共產黨後被共產國际更名為中國共產黨旅歐支部，恢復了張的通訊員地位。7月，返回巴黎，年底，取道苏联回中国。1924年2月，抵广州，經李大釗介紹在广州大学任教。5月，被孙中山任命为黄埔军校政治部副主任（主任为戴季陶），6月辞职到北京度暑假。1925年1月在上海中共四大上，关于与国民党合作问题，与张太雷冲撞，后退出中国共产党。1928年在暨南大学、大陆大学、大夏大学任教。1929年返回北京在中国大学、北京大学任教。

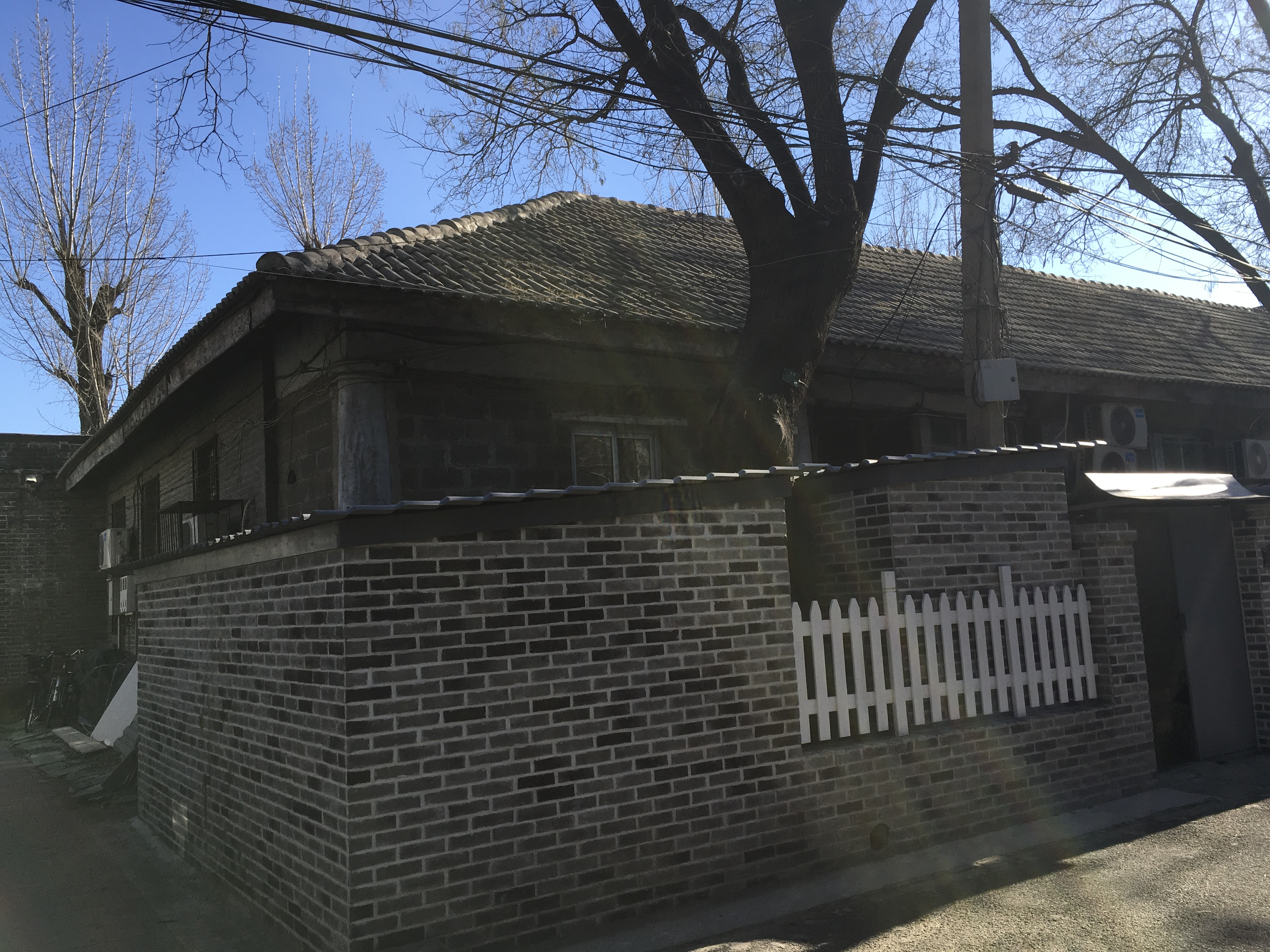
张申府故居，清華照瀾院9號

1931年5月应冯友兰邀请赴清华大学哲学系任教。1935年参与一二九运动，1936年1月，北平文化界救国会成立，張被推选为大会主席团成员和救国会的执行委员，后又担任华北各界救国会的负责人。2月29日被捕，5月被冯玉祥保释出狱，但被清华解聘。抗日战争期间参与创建民盟。1946年1月，作為國民參政會參政員參加“舊政協”。1948年秋天，因发表《呼吁和平》一文，公开承认国民政府的宪政，拥护蒋中正的戡乱政策，被民盟开除。12月26日，《人民日报》发表文章，“痛斥叛徒张申府的卖身投靠”。妻子刘清扬也登报宣布跟他离婚。1949年后在北京图书馆任研究员，娶满族关女士为妻。1957年春，整風運動開始，4月27日，張申府也在《光明日報》上發文主張百家爭鳴，思想解放。6月8日，反右開始，羅隆基，章伯鈞，儲安平紛紛被劃為右派。張申府在批鬥章伯鈞的大會上發言：“章伯钧的立场不够百分之百坚定，但也够百分之九十五坚定。关于章伯钧所说的组织‘政治设计院’的意见，还是值得考虑的。”張申府也因此被劃為右派。
晚年少问政事，曾接受美国犹太裔历史学家舒衡哲女士的采访，披露了一些关于中共早期组织和领导层的细节史料。其访谈被舒整理为《Time for Telling Truth is Running Out》，中文版题为《张申府访谈录》，有删节）。1986年6月20日在北大醫院去世，死於肺功能衰竭。

## 哲学思想
张申府热衷于數學哲學，是中国积极译介英国哲学家伯特兰·罗素的第一人，也是中文界翻译维特根斯坦的第一人。在罗素访华时，二人有过学术交流。中华人民共和国建国后，罗素失去了和张的联系，还曾专门写信询问张的下落。

## 著作
- 《独立与民主》(1945)文献出版社
- 《所思》 1986 三联书店。张申府的代表作，用很随意的语录体、很易懂的文字，阐述了不错调逻辑缜密的的罗素哲学，主张将工具理和价值理贯通起来，为中华文明的新生提供精神养料。
- 《罗素哲学译述集》 1989-06 教育科学出版社
- 《张申府散文》 1993 中国广播电视出版社
- 《思与文 当代学者自选集》 1996 河北教育出版社
- 《张申府访谈录》 2001-03 国家图书馆出版社
- 《所忆：张申府回忆录》2012-02中国文史出版社
- 《什么是新启蒙运动》 2014-06三联书店
- 《新民说：我相信中国》 2017-08 广西师范大学出版社

文集
- 《张申府学术论文集》 1985 齐鲁书社
- 《张申府文集》（共4册） 2005 河北人民出版社
- 《张申府集》（上中下）2017 河北人民出版社

## 家庭
父亲張濂，母親趙氏。張有三個弟弟，二弟張崇年，三弟張岱年，四弟在五歲的時候溺水身亡；還有兩個妹妹，均未唸書。张道兴是其族侄。
第一任妻子：朱德侬（1914年在分娩後去世）
- 長女張亞麗
- 長子在巴黎出生，早夭

妻子：刘清扬。中共早期党员。和张申府同为周恩来的入党介绍人。1936年被推选为北平妇女救国会主席。1944年加入中国民主同盟，并当选为民盟中央委员和妇女委员会主任。新中国成立后，历任政务院文化教育委员会委员、全国政协常委、河北省政协副主席，全国妇联副主席、中国红十字会副会长等。